# Return to Never Land
Return to Never Land (bra: Peter Pan - De Volta à Terra do Nunca; prt: Peter Pan em A Terra do Nunca, ou Peter Pan na Terra do Nunca, ou Peter Pan e a Terra do Nunca) é um filme de animação australo-canado-estadunidense de 2002, dos gêneros fantasia, infantil e aventura, dirigido por Robin Budd para a DisneyToon Studios, com roteiro de Temple Mathews baseado na peça teatral Peter Pan, de J. M. Barrie, e no filme animado Peter Pan (Disney), do qual é continuação.

## Sinopse
O filme segue a viagem de descoberta à Terra do Nunca da filha de Wendy, Jane, uma garota deixou de lado a imaginação, as brincadeiras infantis e a crença nos efeitos mágicos da fórmula "fé, confiança e pó mágico" de Peter Pan, como um recurso de sobrevivência em meio à devastação de Londres causada pelos bombardeios de guerra.
Jane precisa enfrentar a realidade da fantasia quando é raptada por engano e levada à Terra do Nunca pelo Capitão Gancho. Peter Pan salva Jane das garras dos bucaneiros e tenta mostrar a ela as maravilhas da Terra do Nunca, mas a menina só pensa em retornar à realidade da vida em sua casa. Infelizmente, o único modo de voltar para casa é voando e, para voar, ela terá de acreditar. Caberá a Peter Pan, Sininho e aos Garotos Perdidos ajudar Jane a resgatar a fantasia e a alegria da infância, enquanto ela terá de procurar dentro de si mesma um meio de acreditar no faz-de-conta.

## Dublagem (2002)
[[Daniel Ávila]]

## Recepção

### Bilheteria
O filme estreou na terceira posição nas bilheterias atrás Crossroads e John Q . Return to Never Land arrecadou US$ 48.423.368 no mercado interno e US$ 61432424 dólares no exterior, para um total de US$ 109.862.682. Com um orçamento estimado de US $ 20.000.000, isso fez Return to Never Land uma versão teatral modestamente bem-sucedido. Isso foi antes de as vendas de DVD, que tinha sido o mercado inicialmente previsto para o filme.

### Crítica
Return to Never Land teve recepção mista por parte da crítica especializada. Em base de 26 avaliações profissionais, alcançou uma pontuação de 49% no Metacritic. Por votos dos usuários do site, atinge uma nota de 6.1, usada para avaliar a recepção do público.

## Lançamento
De Volta à Terra do Nunca foi lançado em VHS e Disney DVD 20 agosto de 2002. Em 27 de novembro de 2007, foi relançado novamente em Disney DVD. Ele foi relançado pela primeira vez em Disney Blu-ray em 13 de março de 2013 que acompanha o lançamento da Edição Diamante de Peter Pan, também lançado nesta mesma data. A Pixie-Powered Edition foi lançada em 31 de janeiro de 2009.
Na versão brasileira, o ator Daniel Ávila emprestou sua voz a Peter Pan.